# Joseph Saxinger
Joseph Saxinger (* 14. Januar 1922 in München; † 7. Mai 2021 in Düsseldorf) war ein deutscher Schauspieler bei Bühne, Film und Fernsehen sowie Theaterregisseur.

## Leben und Wirken
Saxinger, Sohn eines gleichnamigen Münchner Beamten, besuchte die Volksschule und erhielt nach dem Krieg Schauspielunterricht. Anschließend spielte er an verschiedenen kleineren Bühnen wie dem Landestheater in Neuss, der Burghof-Bühne in Dinslaken, dem Theater an der Berliner Allee in Düsseldorf und der Pikkolokomödie in Wuppertal. In späteren Jahren führte Saxinger auch Bühnenregie (z. B. an Münchens Theater an der Brienner Straße).
Bereits Anfang der 1950er Jahre wirkte Saxinger in einigen Kinofilmen mit. Die Arbeit vor der Kamera begann Ende der 1960er Jahre an Bedeutung zu gewinnen, als Saxinger regelmäßig für Fernsehfilme verpflichtet wurde. Dort wirkte er am überzeugendsten in bayerischen Volksstücken der 1970er Jahre wie Der Brandner Kaspar und das ewig’ Leben und Der Ruepp. Im Alter von 
87 Jahren stand Saxinger, der auch für den Hörfunk gearbeitet hatte, für eine Folge der Sketchshow Normal is des ned zum letzten Mal vor der Kamera. Die letzte Rolle hatte Saxinger als 90-Jähriger im Sommer 2012 bei den Kreuzgangspielen Feuchtwangen als der greise Alinardus von Grottaferrate in der Bühnenfassung von Umberto Ecos Bestseller Der Name der Rose.

## Filmografie
- 1950: Unvergängliches Licht
- 1950: Der Theodor im Fußballtor
- 1950: Der Mann, der zweimal leben wollte
- 1961: Inspektor Hornleigh greift ein… (TV-Serie, eine Folge)
- 1965: Die fünfte Kolonne (TV-Serie, eine Folge)
- 1969: Troilus und Cressia
- 1969: Das Trauerspiel von Julius Caesar
- 1970: Der Nagel
- 1970: Die seltsamen Methoden des Franz Josef Wanninger (TV-Serie, eine Folge)
- 1972: Adele Spitzeder
- 1974: Goldfüchse
- 1974: Alexander und die Töchter
- 1975: Der Brandner Kaspar und das ewig’ Leben
- 1978: Tatort: Schwarze Einser
- 1978: Sachrang
- 1979: Der Ruepp
- 1981: Colombe
- 1984: Der letzte Stammtisch (Kurzfilm); Regie: Rainer Erler
- 1997: Der Maulkorb
- 2001: Tatort: Ein mörderisches Märchen
- 2003: Der Tag der Befreiung (Kurzfilm)
- 2009: Normal is des ned (TV-Sketchshowreihe, eine Folge)